# Triguinho
Triguinho, właśc. Luciano da Silva (ur. 25 lutego 1979 w Piquete) – brazylijski piłkarz występujący na pozycji obrońcy. Obecnie jest zawodnikiem klubu Coritiba, do którego jest wypożyczony z AD São Caetano.

## Kariera
Triguinho zawodową karierę rozpoczynał w klubie Guaratinguetá Futebol, grającym w lidze stanowej São Paulo (Campeonato Paulista Série B2). Grał tam przez 2,5 roku, a w lipcu 2001 przeszedł do zespołu rezerw hiszpańskiej FC Barcelony. W 2002 roku powrócił do Brazylii, gdzie podpisał kontrakt z pierwszoligowym Figueirense FC. Tam spędził kolejne dwa sezony.
W 2004 roku trafił do AD São Caetano, również grającego w Campeonato Brasileiro Série A. Pierwszy ligowy mecz w jego barwach zaliczył 21 kwietnia 2004 przeciwko EC Vitória (1:0). W sezonie 2004 wygrał z klubem rozgrywki Campeonato Paulista.
W maju 2007 roku został wypożyczony do belgijskiego RSC Anderlecht. Jego graczem był do stycznia 2008 roku, jednak w tym czasie nie rozegrał tam żadnego spotkania. W styczniu 2008 po powrocie z Anderlechtu, wypożyczono go do Botafogo. Tam spędził sezon 2008, w którym rozegrał 29 spotkań i strzelił jednego gola, a jego klub zajął 7. miejsce w klasyfikacji końcowej Campeonato Brasileiro Série A. W sezonie 2009 grał na wypożyczeniu w Santosie FC, a od 2010 roku reprezentuje barwy zespołu Coritiba FBC.